# Paraleptophlebia aquilina
Paraleptophlebia aquilina är en dagsländeart som beskrevs av Harper 1986. Paraleptophlebia aquilina ingår i släktet Paraleptophlebia och familjen starrdagsländor. Inga underarter finns listade i Catalogue of Life.